# Kwakoe Literatuurprijs
De Kwakoe Literatuurprijs was tussen 1999 en 2006 een jaarlijkse aanmoedigingsprijs om aankomend literair talent onder Surinamers en Surinaamse Nederlanders te stimuleren. Het winnende werk diende in de breedste zin van het woord op de een of andere wijze een raakvlak te hebben met de band tussen Suriname en Nederland.  De prijs werd uitgereikt en georganiseerd door de Stichting Kwakoe Events, de auteur Clark Accord en Uitgeverij Vassallucci.

## Winnaars
1999
- Chandra Doest voor Anthon & Anissa

2000
- R. Ramdhani voor Nana
- Cornelly Kosso voor Mali
- E.M. Appelo voor De belofte van een gedicht

2001
- Nathalie Emanuels voor Voorteken
- Yvette Albitrouw zonder titel
- Chris Polanen zonder titel

2002
- Ruth San A Jong voor De laatste parade
- Marylin Simons voor In naam van God en Obia
- Femke den Heyer voor Te mogen sterven
- Lulu Helder voor Blues in D mineur

2003
- Hugo Roberts voor Het geheim van de tafel
- Brigitte Brown voor De vrouw uit de kelder
- Shirley Mungroo voor Telefoongesprek met...
- Moh. Ilyas van der Sluis voor De schorpioen

2004
- Willy Alberga voor De radio
- Nienke Langendijk voor De spook in de supermarkt

2005
- Wytske Versteeg met Het gevoel van groeiend gefluister
- Yukio Cheung met ongetiteld verhaal over de onverwoestbaarheid van een jeugdliefde
- Michael Krieger voor Mie verjarie mie sarie ('ik ben jarig en ik heb verdriet')
- Marijn van Haster voor Stanley

2006
- Eunice Fernand voor Baas Sjori
- Chris Polanen voor The Best Opportunity
- Jaime Donata voor Reno